# Petra Kandarr
Petra Vogt-Kandarr, nemška atletinja, * 20. avgust 1950, Halle, Vzhodna Nemčija, † 12. marec 2017, Karlsruhe, Nemčija.
Ni nastopila na poletnih olimpijskih igrah. Na evropskih prvenstvih je osvojila naslove prvakinje v teku na 100 m, teku na 200 m in štafeti 4×100 m leta 1969 ter srebrno medaljo v štafeti 4×100 m leta 1971, na evropskih dvoranskih prvenstvih pa srebrno medaljo v teku na 60 m leta 1973. 1. septembra 1973 je z vzhodnonemško reprezentanco postavila svetovni rekord v štafeti 4 x 100 m.